# 大谷光勝
大谷 光勝（おおたに こうしょう）は、江戸時代後期から明治時代にかけての浄土真宗の僧。法名は、「嚴如」（ごんにょ）。東本願寺第二十一代法主 。真宗大谷派管長。子に四男・大谷光瑩、九男・大谷勝信、次女（水谷川忠起の妻）、六女・梭子（おさこ。岩倉具経の妻）ら。

## 生涯
本ページでは、年齢は、数え年。日付は、暦の正確性、著作との整合を保つ為、天保14年12月29日（1844年2月17日 ）までは、寛政暦表示。天保15年1月1日（1844年2月18日）から明治5年12月2日（1872年12月31日）までは、天保暦表示。明治6年1月1日（1873年1月1日）からは、グレゴリオ暦表示とする（誕生年月日を除く）。また本山は、「本願寺」が正式名称だが、「西本願寺」との区別の便宜上、「東本願寺」と表記。
- 文化14年3月7日（1817年4月22日[3] ）、東本願寺第二十代 達如の次男として誕生。近衛忠煕の猶子となる。
  - 文政6年（1823年）、東本願寺、両堂宇を焼失する。
  - 文政7年（1824年）、東本願寺、仮堂宇を立てる。
- 文政11年（1828年）3月18日、得度する。院号を「霊心院」、法名を「逹住」、諱を「朗澄」と名乗る。長浜別院 大通寺と姫路別院本徳寺の住職を兼職する。
  - 天保12年（1841年）4月6日、法嗣（法主後継者）である長兄・寶如が死去。
- 同年12月10日、寶如の死去により法嗣となる。法名を「嚴如[1]」と改める。
- 弘化3年５月２３日（1846年）父・達如が隠退により、第二十一代法主を継承する。
- 嘉永元年（1848年）12月16日 には、伏見宮邦家親王の四女・嘉枝宮和子女王を室に迎える。
  - 元治元年（1864年）、禁門の変により仮堂宇が消失する。
- 明治元年（1868年）、近代に入ると、親密であった東本願寺と江戸幕府との関係を払拭し、明治新政府との関係改善を図るため、勤皇の立場を明確にする。そのため、北陸や東海地方へ巡教・勧募し、軍事費1万両・米4千俵を政府に献上する。
- 明治2年（1869年）、政府の北海道開拓事業を請け負うことを決定する。
- 明治3年（1870年）、法嗣である第5子（四男）・現如（大谷光瑩）を北海道に派遣した。（⇒詳しくは「本願寺道路」の項を参照）
- 明治5年（1872年）3月、華族に列せられる[4]。
- 同年9月、名字必称となり「大谷」の名字（姓）を用いる。
- 明治12年（1879年）、焼失した東本願寺の両堂宇の再建を発願し、再建工事の着工を表明する。
  - 同年、大谷英麿と大谷温唐、東本願寺派関係の僧侶数名と共に慶應義塾入塾。
- 明治14年（1881年）、公式の宗派名が「真宗大谷派」と定まる[5]。
- 明治22年９月１４日（1889年）、現如に法主を譲り退隠する。法在職期間は、43年。院号を「眞無量院」とする。
- 明治27年１月１５日（1894年）78歳にて死去。

## 栄典・授章・授賞
位階
- 1884年（明治17年）9月20日 - 従三位[6]
- 1889年（明治22年）9月28日 - 従二位[7]
- 1894年（明治27年）1月15日 - 正二位[8]
- 1943年（昭和18年）4月9日 - 贈従一位[9]